# Franciszek Longchamps de Bérier
Franciszek Longchamps de Bérier (Breslavia, 1969) es un jurista y catedrático polaco, estudioso del Derecho romano y privado, Historia del derecho, Derecho americano; sacerdote católico.

## Educación
Licenciado (1993) y doctor en Derecho (1997) y doctor habilitado en Derecho (2004) por la Universidad de Varsovia, licenciado en common law (LL.M. 1992) por la Georgetown University en Washington D. C., licenciado en Teología (1996) por la Facultad Pontificia de Teología de Varsovia. Nominado como profesor titular de Derecho por el Presidente de la República de Polonia (2012).

## Actividad académica
Profesor asociado en la Universidad de Varsovia (2005–2008). 
En 2007 se convirtió en profesor asociado de la Universidad Jagellónica y director del Departamento de Derecho Romano de la Facultad de Derecho y Administración de la Universidad Jagellónica en Cracovia. También imparte clases en la Universidad de Varsovia.
Fue elegido miembro del Comité de Ciencias Jurídicas de la Academia de Ciencias de Polonia durante tres mandatos consecutivos del 2011 al 2023. Desde 2020 es director del curso de posgrado en Derecho contractual en la Facultad de Derecho y Administración de la Universidad Jagellónica. Desde 2023 es editor jefe de la revista científica «Forum Prawnicze» («Foro Juridico»).
En 2023 le fue otorgada la Cruz de Oficial de la Orden «Polonia Restituta».

## Actividad sacerdotal
En 2001 fue ordenado sacerdote. En los años 2003–2005 fue capellán académico en la Iglesia Académica de Santa Ana en Varsovia. Desde 2007 reside en la Parroquia de Santiago Apóstol en Ochota, Varsovia, y desde 2022 es padre espiritual del Decanato de Ochota. Desde 2008 es miembro del Equipo de Expertos en Bioética de la Conferencia Episcopal Polaca. Desde 2012 es pastor de los abogados de la arquidiócesis de Varsovia. Desde 2017 representa a la Conferencia Episcopal Polaca en la Comisión Jurídica de la Conferencia de Obispos de la Comunidad Europea (COMECE).
En 2022 fue nombrado canónigo honorario del Cabildo Catedralicio de Varsovia.

## Obras principales
- Law and Christianity in Poland. The Legacy of the Great Jurists, F. Longchamps de Bérier y R. Domingo (Eds.), Routledge (London-New York 2023)
- Freedom of Speech and Religion in the United States Constitution, C.H. BECK (Warszawa 2024)
- L’abuso del diritto nell’esperienza del diritto privato romano, G. Giappichelli Editore (Torino 2013)
- Textbook on the First Amendment: Freedom of Speech and Freedom of Religion, Wydawnictwo Od.Nowa (Kraków 2012)
- Law of Succession. Roman Legal Framework and Comparative Law Perspective, Wolters Kluwer Polska (Warszawa 2011)
- [coautores W. Dajczak y T. Giaro] Prawo rzymskie. U podstaw prawa prywatnego, Wydawnictwo PWN, 3.a ed. (Warszawa 2018)
- Fedecomesso universale nel diritto romano classico, Wydawnictwo LIBER (Warszawa 1997)
- Theory and practice of codification: the Chinese and Polish perspective – 法典化的理论与实践 : 中国与波兰的比较, Ch. Su y P. Grzebyk y F. Longchamps de Bérier (Eds.), Chinese Academy of Social Sciences (Beijing 2018)
- El sujeto jurídico en el Derecho romano de la era cristiana, en B. Periñán Gómez et al. (Eds.), El sujeto de derecho. Experiencia jurídica romana y actualidad, Editorial Gomares (Granada 2023) pp. 25–33
- The Use of Law and Legal Studies for the Methodological Renewal of Dogmatic Theology, en P. Hellwege y M. Soniewicka (Eds.), Law and Interdisciplinarity, Mohr Siebeck (Tübingen 2024) pp. 75–93
- [coautor Piotr Tereszkiewicz] Länderbericht Polen, en W. Gierl et al. (Eds.), Internationales Erbrecht: EuErbVO, IntErbRVG, DurchfVO. Länderberichte, 4.a ed., Nomos Verlagsgesellschaft (Baden-Baden 2024) pp. 814–830
- Laziness as an Anthropological Challenge for Law in the Time of the Pandemic, en J.M. Puyol Montero (Ed.), Human Dignity, Vulnerability and Law. Studies on the Dignity of Human Life, Real Collegio Complutense at Harvard Law School, Editorial Tirant Lo Blanch (Valencia 2023) pp. 79–102
- Donatio mortis causa and legatum per vindicationem. New Remarks on the Methodology of Private Law Studies, en Studia et Documenta Historia et Iuris 88 (2022) pp. 41–101
- The Historical Lawyer and the Goals of Legal Education, en Zbornik Pravnog fakulteta u Zagrebu 72 (2022) n.º 3 pp. 777–797
- Religious freedom and legal education, en Forum Prawnicze 6 (2021) pp. 22–33
- Hermogenianus and the Fundaments of Legal Anthropology, en Studia et Documenta Historiae et Iuris 87 (2021) pp. 49–90
- Persona: bearer of rights and anthropology for law, en J.M. Puyol Montero (Ed.), Human dignity and law: studies on the dignity of human life, Real Collegio Complutense at Harvard Law School, Editorial Tirant Lo Blanch (Valencia 2021) pp. 23-54
- 波兰继承法的百年变迁 (Private Law in Transition. Jurisdictions of the Polish Law of Succession within Last 100 Years), en Global Law Review 1 (2018) pp. 51–65
- 法律数据库与去法典化现象 (The Phenomen of Decodification as Fact), en China Review of Administration of Justice 6 (2017) pp. 196–207
- The praetor as a promoter of bonum commune, en Legal Roots: The International Journal of Roman Law, Legal History and Comparative Law 3 (2014) pp. 217–231